# كوكي تاكيناكا
كوكي تاكيناكا (باليابانية: 竹中 公基) (8 سبتمبر 1992 في أوساكا في اليابان – )؛ هو لاعب كرة قدم ياباني سابق كان يلعب كمهاجم.

## وصلات خارجية
- كوكي تاكيناكا على موقع رابطة كرة القدم اليابانية للمحترفين (اليابانية)
- كوكي تاكيناكا على موقع قاعدة بيانات كرة القدم.إي يو (الإنجليزية)
- كوكي تاكيناكا على موقع Soccerway.com (الإنجليزية)